# مادونا (ألبوم)

غلاف Madonna

مادونا (بالإنجليزية: Madonna)‏ هو الألبوم الأول المغنية الأمريكية مادونا، وصدر في 27 يوليو 1983 من قبل تسجيلات ساير. تم تغيير اسمه إلى مادونا: الألبوم الأول عندما أعيد إصداره عالميا عام 1985. في عام 1982، كانت مادونا تحاول إثبات نفسها كمغنية في وسط مدينة نيويورك، وعندها التقت بالمنتج سيمور شتاين، رئيس ساير ريكوردز، الذي وقع عقدا معها بعد أن استمع لأغنيتها «إيفريبودي». دفع نجاح الأغنية شركة ساير لتوقيع عقد معها لإنتاج ألبوم كامل. تم اختيار ريجي لوكاس ليكون المنتج الرئيسي، وكتبت مادونا وحدها خمسة من أغاني الألبوم الثمانية. ومع ذلك، قالت مادونا أنها لم تكن سعيدة بالأغاني المسجلة واختلفت مع لوكاس حول تقنيات الإنتاج. قامت بعدها بدعوة جون «جيليبين» بينيتيز لمساعدتها على إنجاز الألبوم. قام بينيتيز بإعادة مزج العديد من الأغاني وأنتج أغنية «هوليداي».
كان صوت مادونا بشكل عام متنافرا، وفي شكل ديسكو اصطناعي سريع الإيقاع، وذلك باستخدام بعض التقنيات الجديدة في ذلك الوقت، مثل استخدام طبول لين، موغ باس وآلة أوبرهايم للمزج. وتغنى مادونا الأغاني في الألبوم التي كتبها بجرس صوتي بناتي، وتتحدث الكلمات عن الحب والعلاقات. قام مادونا بالترويج للألبوم في عدة فقرات قصيرة في النوادي والبرامج التلفزيونية في الولايات المتحدة والمملكة المتحدة بين عامي 1983-1984. أصدرت خمس أغاني منفردة من الألبوم، وكانت «هوليداي» أول أغنية لها تدخل قائمة بيلبورد هوت 100، وكانت «لاكي ستار»، أول أغنية تصل الخمسة الأوائل. تم الترويج للألبوم لاحقا في جولة فرجين عام 1985.
وقد أشاد النقاد المعاصرين بالألبوم، ولكن لم يعجب به بعض النقاد عندما أصدر في عام 1983. وفي عام 2008، تم تصنيف الألبوم في المرتبة الخامسة على لائحة مجلة انترتينمنت ويكلي من «أفضل 100 ألبوم في الـ25 سنة الماضية». وصل الألبوم للمركز الثامن على قائمة بيلبورد 200، وتلقى تصنيف البلاتين خمس مرات من قبل رابطة صناعة التسجيلات الأمريكية (RIAA) حيث بيع منه خمسة ملايين نسخة في جميع أنحاء الولايات المتحدة. كما وصل للمراكز العشرة الأوائل على قوائم الألبومات في أستراليا، فرنسا، هولندا، نيوزيلندا، السويد والمملكة المتحدة، في حين بيع منه أكثر من 10 ملايين نسخة في جميع أنحاء العالم. رأى النقاد في تقييماتهم الرجعية أن الألبوم ساعد تعميم موسيقى الرقص ضمن التيار السائد بين هواة الموسيقى وصناعة التسجيلات. كما مهد الطريق للعديد من الفنانات في الثمانينات ووضع أسس معايير بوب الرقص لعدة عقود بعد ذلك.

## قائمة الأغاني
| #  | الأغنية             | المدة |
| -- | ------------------- | ----- |
| 1. | Lucky Star          | 5:37  |
| 2. | Borderline          | 5:20  |
| 3. | Burning Up          | 3:45  |
| 4. | I Know It           | 3:47  |
| 5. | Holiday             | 6:10  |
| 6. | Think of Me         | 4:54  |
| 7. | Physical Attraction | 6:39  |
| 8. | Everybody           | 4:57  |

## سباق الألبومات
| السباق (1983)    | أعلى مركز |
| ---------------- | --------- |
| أستراليا         | 10        |
| النمسا           | 15        |
| البرازيل         | 6         |
| كندا             | 19        |
| فرنسا            | 8         |
| ألمانيا          | 28        |
| إيطاليا          | 8         |
| البرتغال         | 5         |
| المملكة المتحدة  | 6         |
| الولايات المتحدة | 8         |

## روابط خارجية
- مادونا على موقع أول موفي (الإنجليزية)